# Теракота

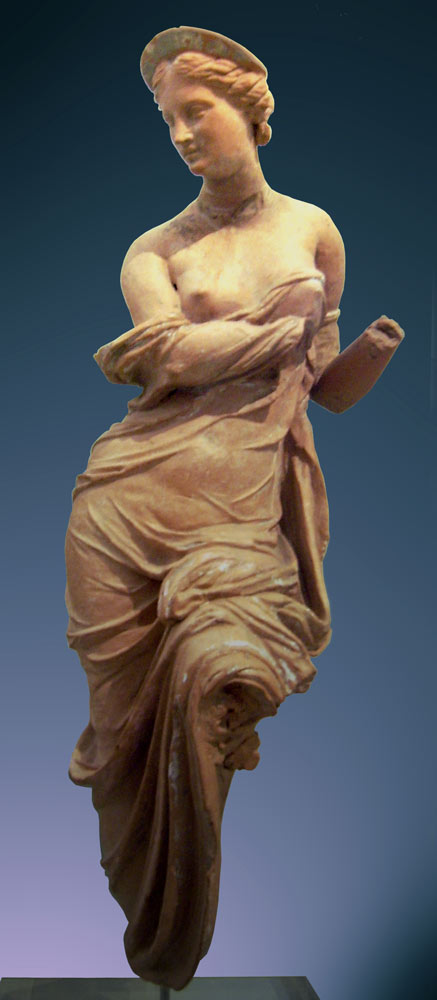
Афродита, антична теракота 2 ст. до н.е. Знайдена в Малій Азії. Старий музей, Берлін.

Теракота (від італ. terra — земля, глина і cotta — обпалена) — керамічні однорідні неглазуровані вироби з кольорової глини з пористою будовою. Застосовується в художніх, побутових і будівельних цілях. З теракоти виготовляють посуд, вази, скульптури, іграшки, лицювальну плитку та архітектурні деталі.
Теракота виготовляється з особливих малоусадкових сортів глини, які мають рівномірне забарвлення і відносно високу температуру плавлення (близько 1000 °C), а після обпалювання набувають характерну фактуру (від грубозернистої до тонкозернистої, з суцільним чи частковим поліруванням) і колір (від чорного та червоно-коричневого до світлого кремового). Вироби формують способом пластичного формування, переважно набивкою в гіпсові форми.
Якщо теракотовий виріб виготовлено з якісних глин без домішок великих часток, то такий виріб можна відносити до тонкокерамічних виробів.

## Теракота в історії

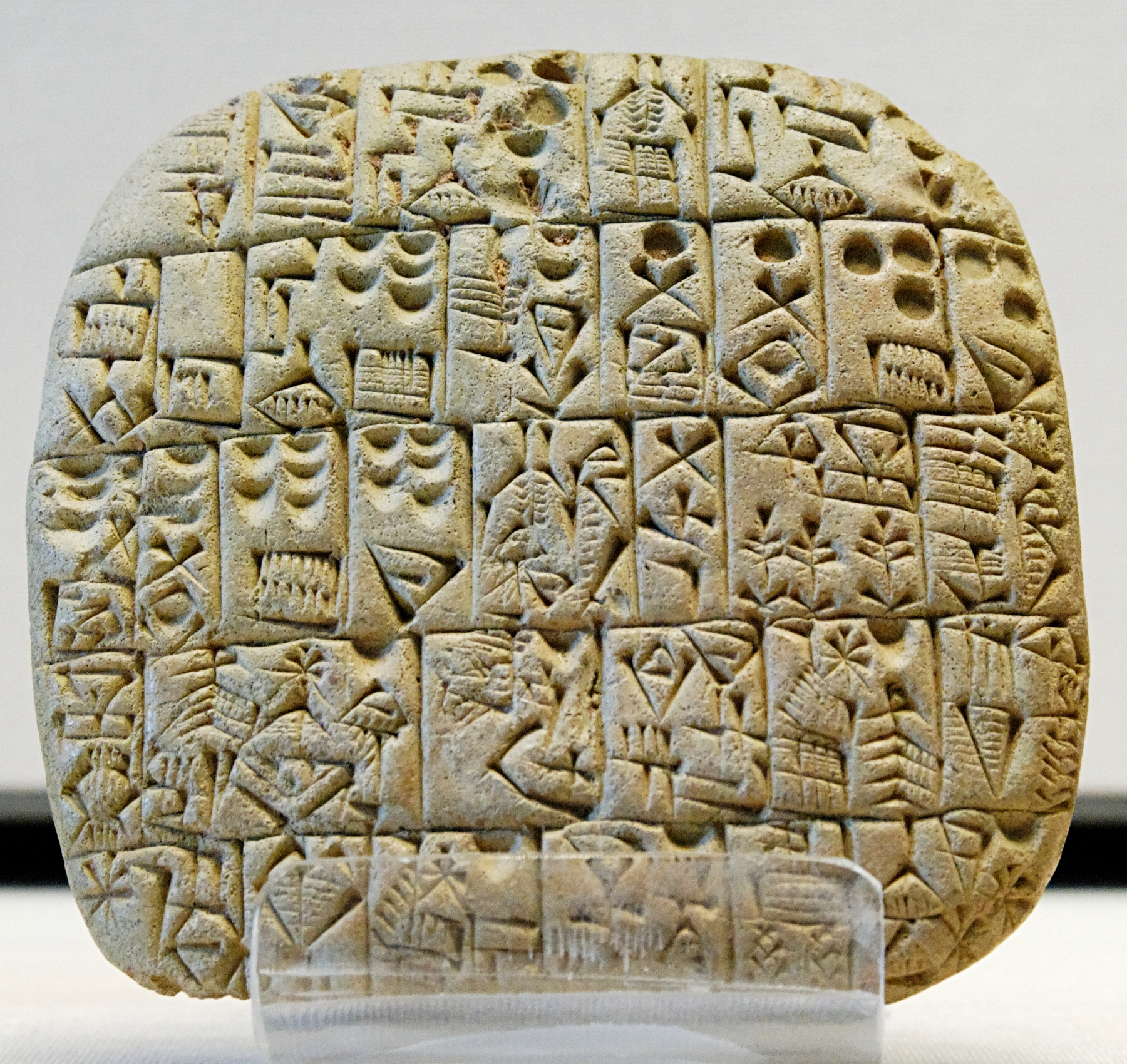
Глиняна табличка з Шуруппака,
бл. 2600 р. до н.е.

Дрібні теракотові вироби були розповсюджені практично в усіх неолітичних культурах. 
До винаходу паперу саме теракота була матеріалом для письма (уславлені клинописні таблички Месопотамії, серед яких найдавніша з відомих у світі абетка з 30 клинописних літер).
З теракоти виготовляли скульптурні фігурки, саркофаги, статуї та групи Стародавньої Греції, Етрусків, Стародавнього Китаю, Стародавньої Індії та Америки, архітектурні деталі архаїчних давньогрецьких, етруськіх та давньоримських храмів. Яскравим прикладом давньої теракотової скульптури є відома теракотова армія китайської династії Цінь.
В Середньовіччі різна теракота застосовувалась в будівництві Середньої Азії, в італійських орнаментально-рельєфних архітектурних деталях та портретних бюстах епохи Відродження.

На теренах України, а саме, в античних містах Причорномор'я знайдено теракоти, виготовлені місцевими майстрами для ужиткових (іграшки) та сакральних (ідоли, маски) цілей. Знахідки експедиції КФІА НАНУ 2007 р. поблизу гори Мітрідат (Керч) можуть свідчити про існування тут театру, найдавнішого в нашій країні, де використовувались як акторські теракотові маски, так і маріонетки. Виробництво архітектурної теракоти було відомо й з часів Київської Русі. З XV ст. теракота застосовувалась в декоративному оформленні фасадів будинків, з XVIII ст. — в скульптурних ескізах, бюстах тощо.
Декоративна лицювальна теракота знайшла широке застосування в радянському будівництві 1950-х років.

## Античні теракоти

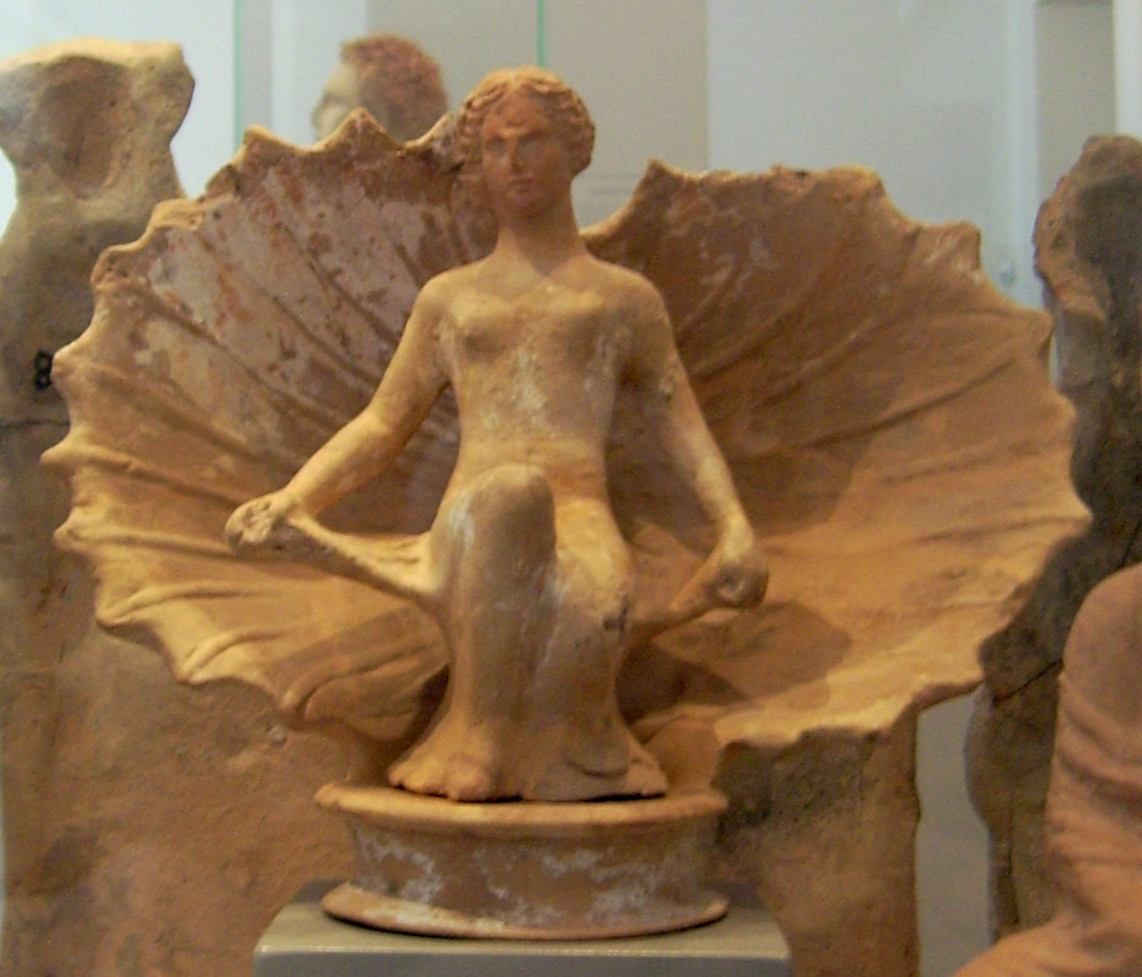
Антична теракота «Народження Афродити», Старий музей, Берлін
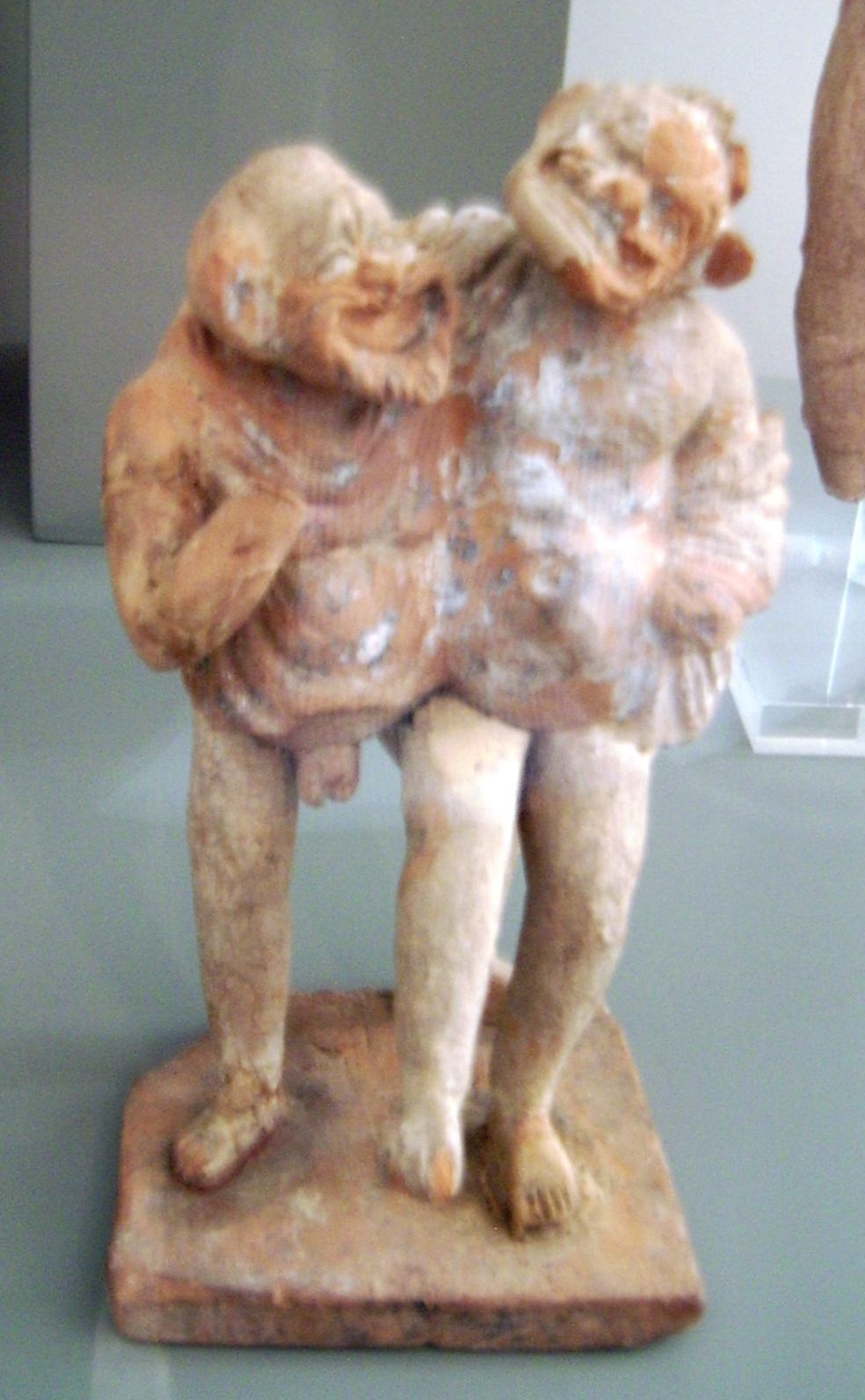
Два актори в комічних масках.
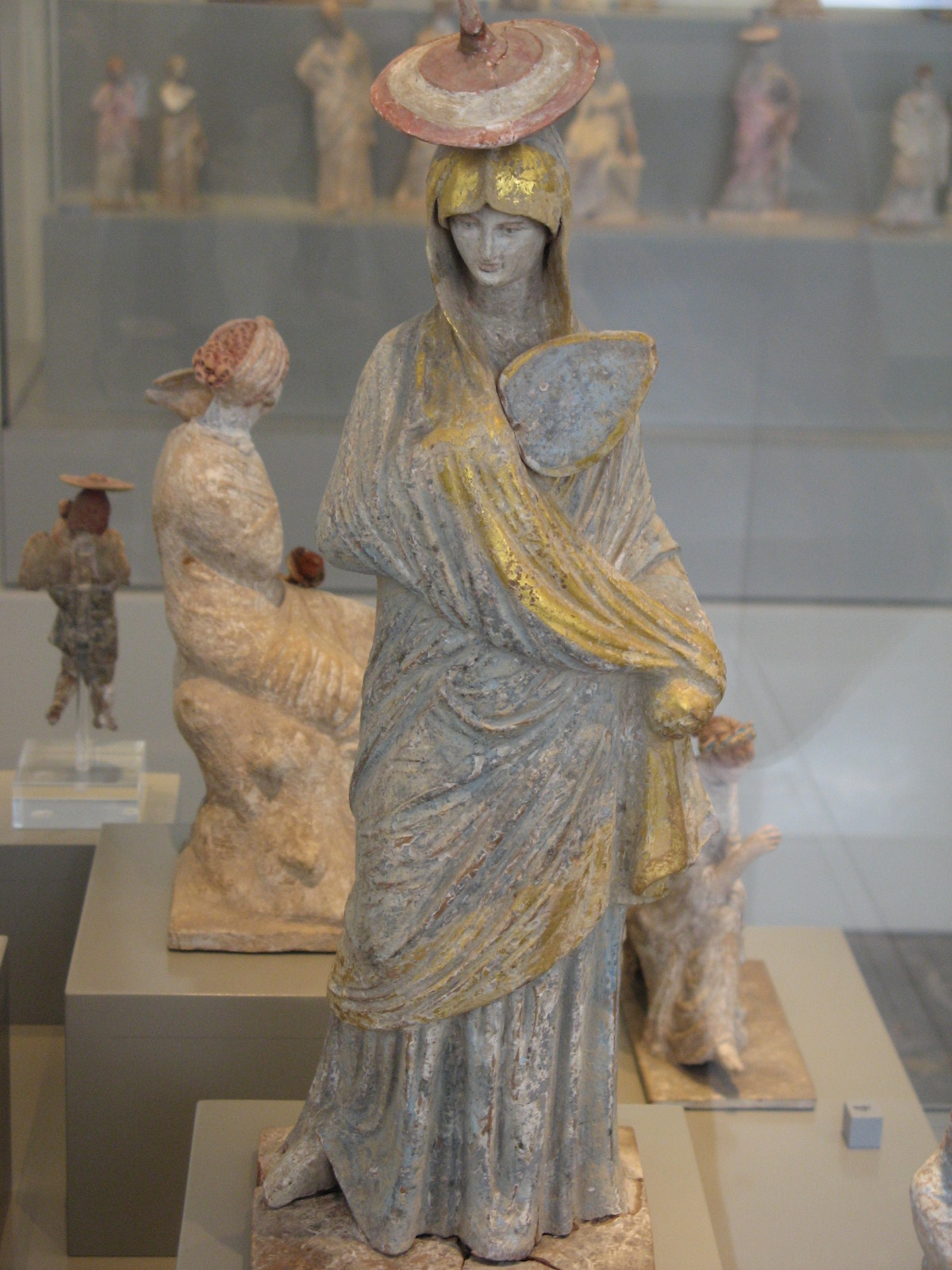
«Дівчина з віялом», теракота з Танагри.
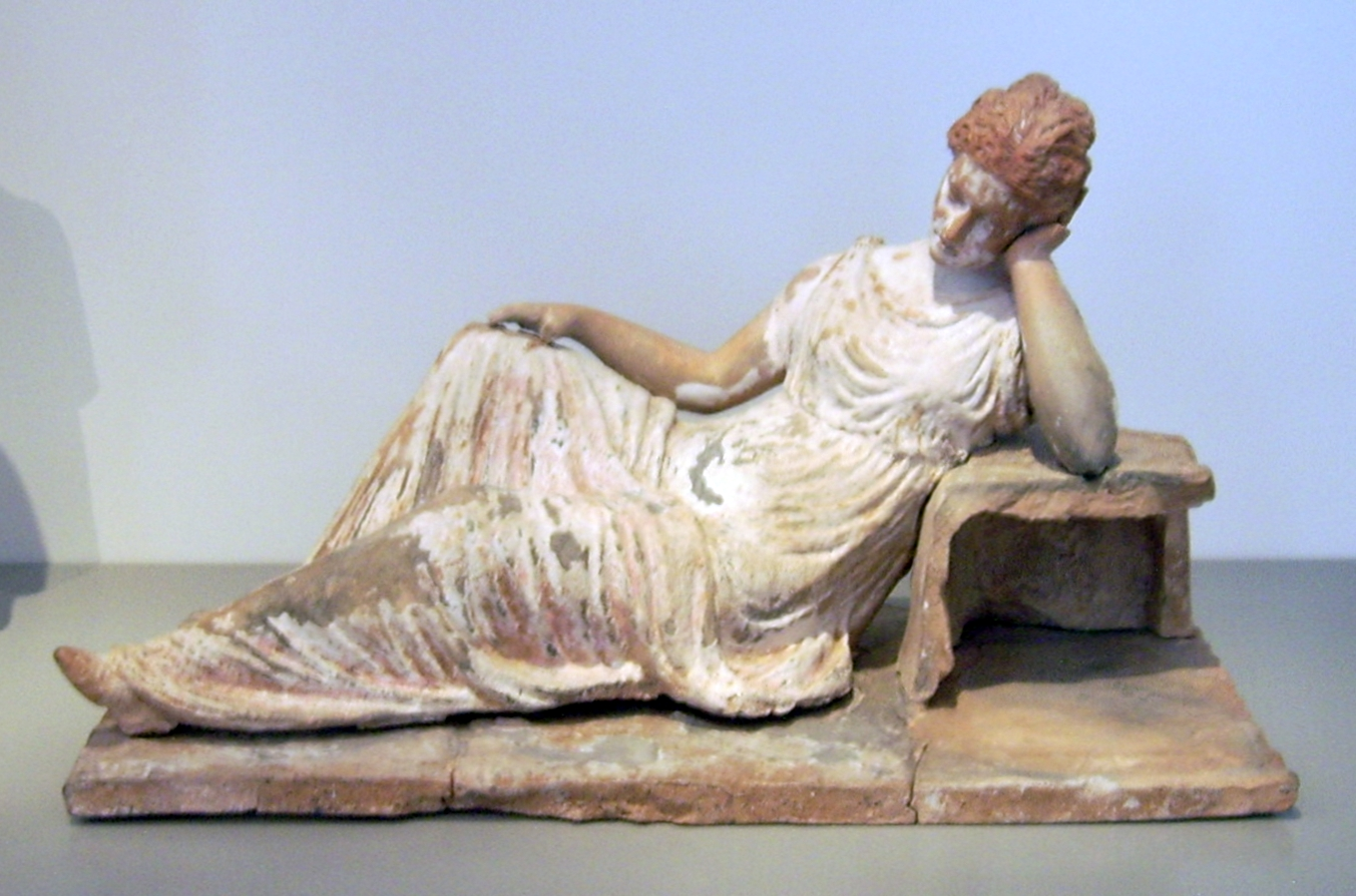
Теракоти зі збірки Старого музею, Берлін.

## Теракота скульпторів Західної Європи

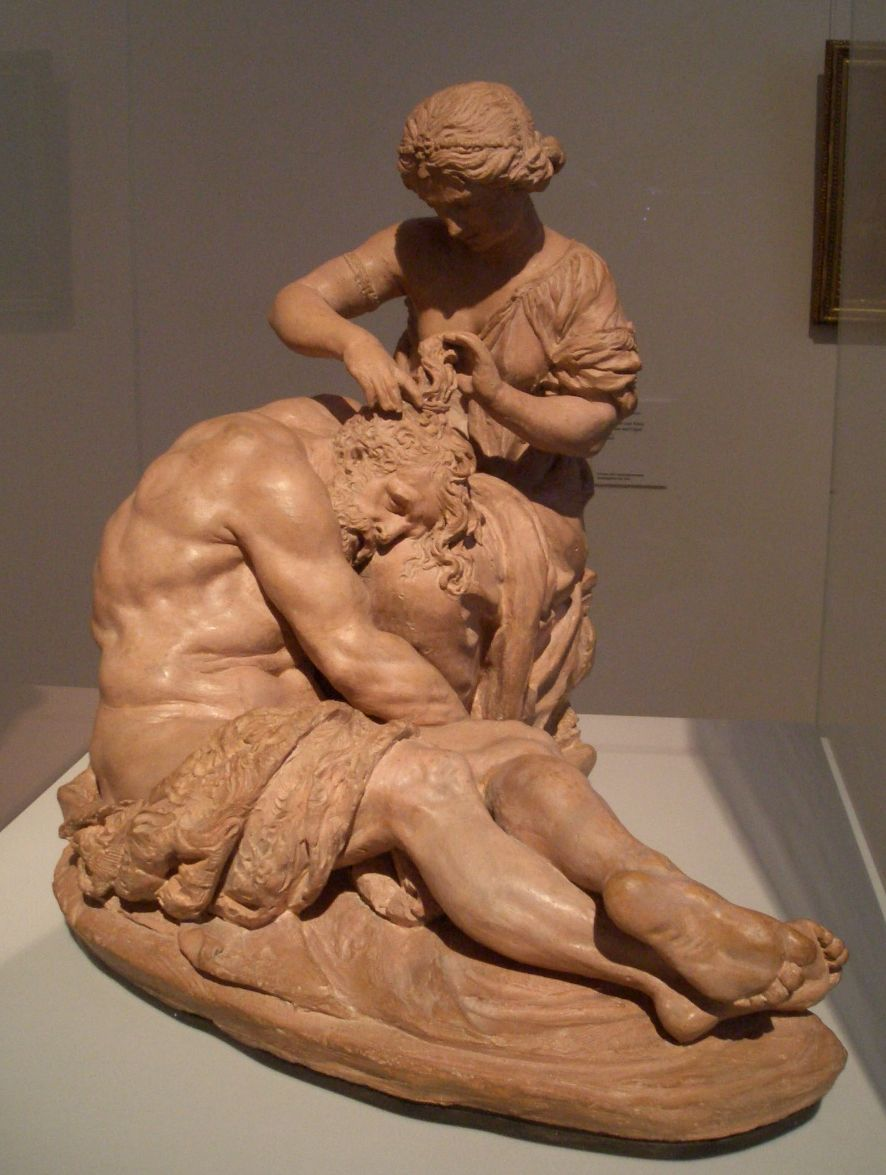
Артус Квеллінус Старший. Самсон і Даліла. Антверпен, 1640. Музей Боде. Берлін

Теракоти знаходять ще на стійбищах неолітичних культур. Матеріал, широко розповсюджений, ішов на виготовлення посуду, іграшок, скульптур, навіть саркофагів.
Широке використання мали теракоти в скульптурі. Збереглися теракотові погруддя роботи Андреа Верроккйо (1435-1488) і Бенедетто да Майано (1442-149), майстрів доби Відродження. Пробував робити теракоти і Леонардо да Вінчі.
Якщо мармур ішов на виготовлення кінцевих варіантів знайденого образу, то теракоти були незамінними на етапах задуму, пошуку найвдалішого варіанту. Саме в такій ролі вона довго слугувала майстрам. Але поступово відокремилась і набула самостійності, особливо в добу бароко. Майстри бароко полюбляли теракоти і залишили перші значні взірці високохудожніх теракот. Майстрами теракот були Лоренцо Берніні, Алессандро Альгарді (1598-1654), Стефано Мадерно, Паоло Нальдіні. Необхідність зробити неповторний образ вимагала малювати варіанти і ліпити їх в теракотах. Останні були вкрай необхідні для вивчення світлотіні на майбутній скульптурі (малюнок тут був безсилим). Після смерті Берніні в його майстерні знайшли багато теракот, в тому числі і автопортрет видатного майстра (Ермітаж, Петербург).
Теракоти використовували скульптори Іспанії (Педро Мільян, «Оплакування Христа»), Фландрії (Артус Квеллінус Старший «Самсон і Даліла»), Австро-Угорщини (Матьяш Бернард Браун «Євангеліст Матвій і янгол», Прага, Національний музей) та ін.
Дивом збереглися теракоти видатного скульптора 18 століття, що працював на Заході Україні, Йоанна Георга Пінзеля (Мюнхен, Німеччина). Теракоти Пінзеля мають подвійну вартість через малу збереженість скульптур майстра. Вони дають змогу побачити як задуми творця, так і уявити твори, що були знищені.

## Сучасне застосування
У 20 столітті теракоти стали предметом колекціонування музеїв. Пройшло декілька виставок, присвячених тільки теракотам доби бароко чи окремим майстрам. В сучасній скульптурі теракота особливо часто використовується як матеріал для пластики малих форм, що дозволяє зберегти в завершеному виробі виразний лаконізм і живу безпосередність етюду.

## Галерея

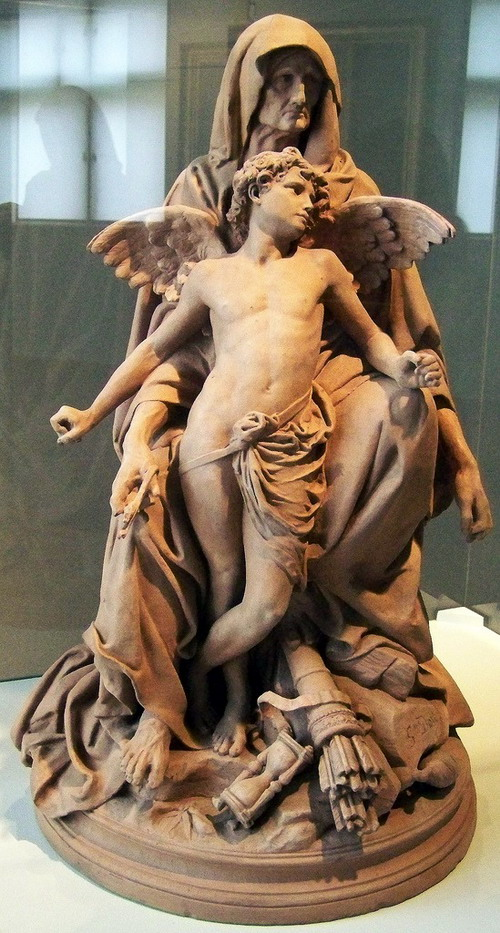
Густав Доре. «Парка і божок кохання Ерот», 1877 рік.

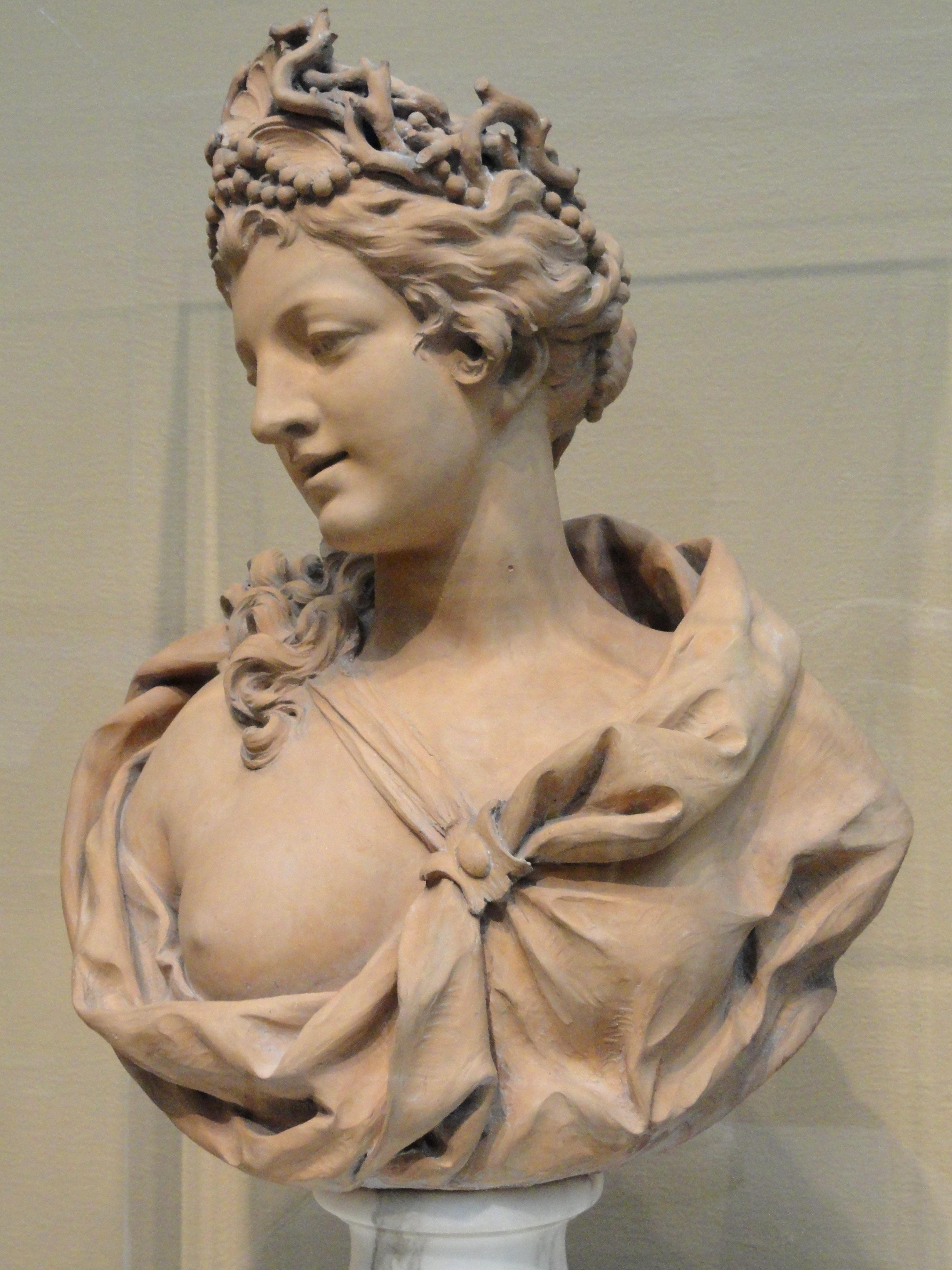
Ск. Ламберт Сігісбетр Адам. «Амфітріта», 1725 р. Художній інститут Чикаго.
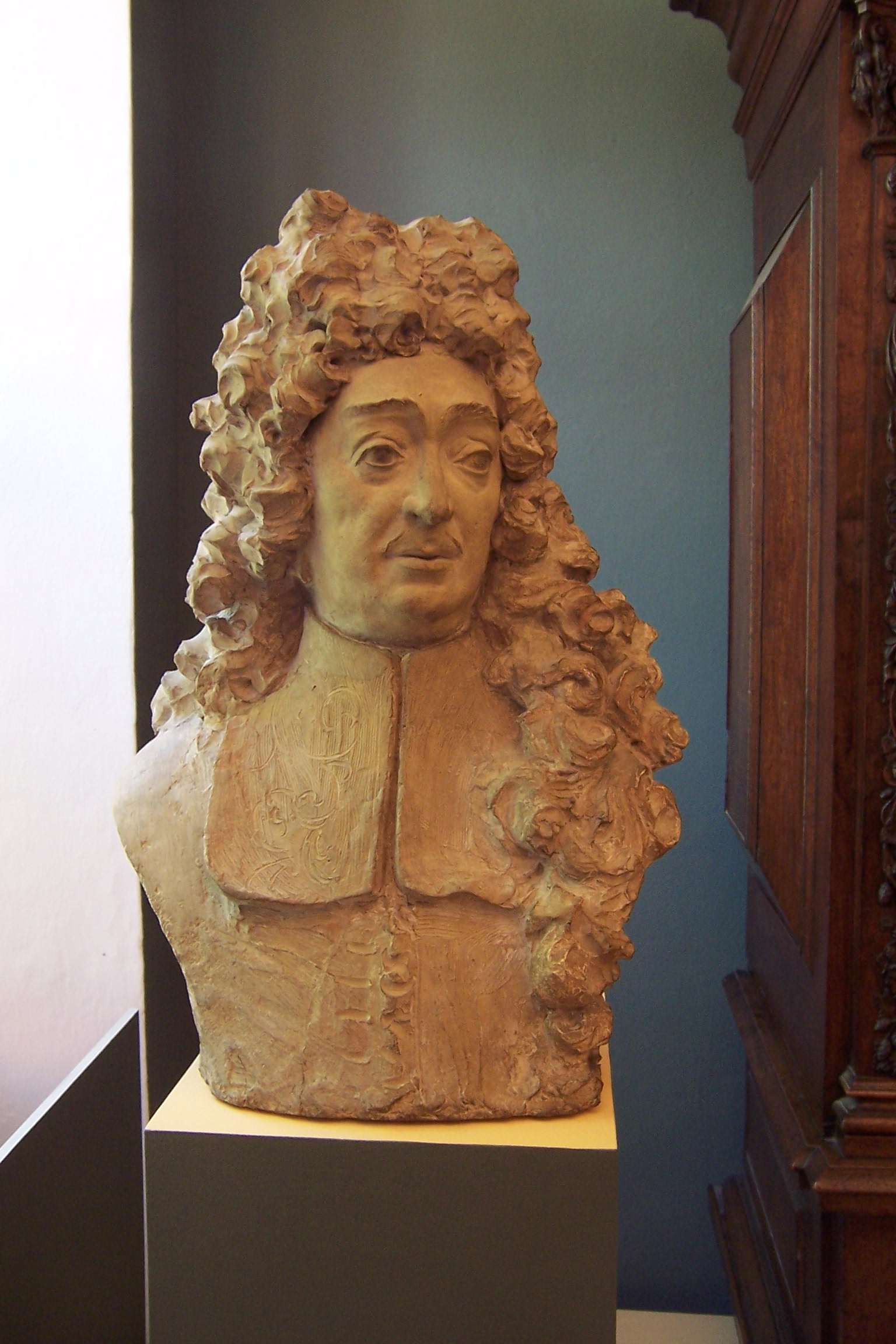
Скульптор Томас Квеллінус, погруддя Фреденхагена, 1697 р.
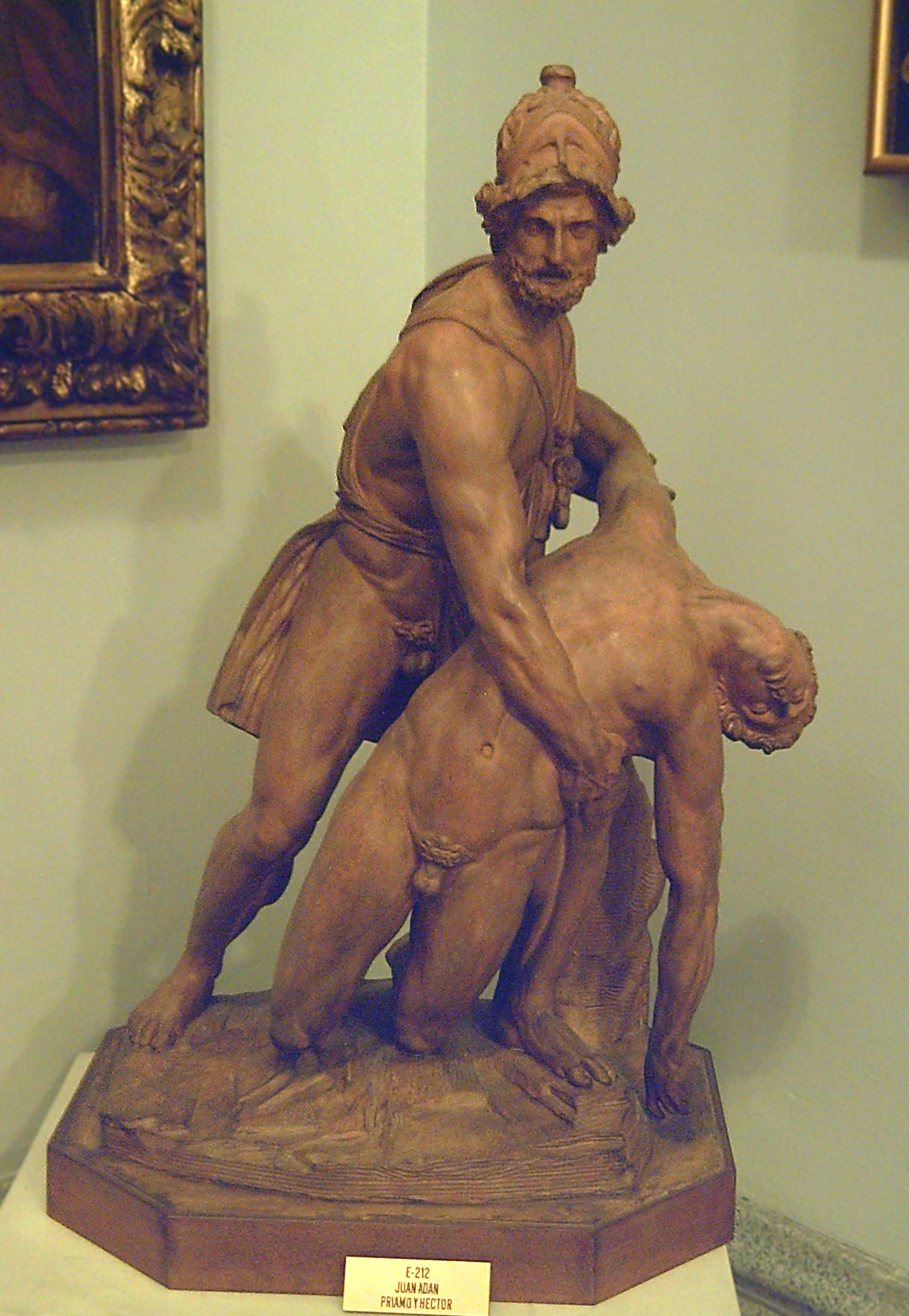
Скульптор Хуан Адам (1741-1816). Пріам та Гектор,Троянська війна
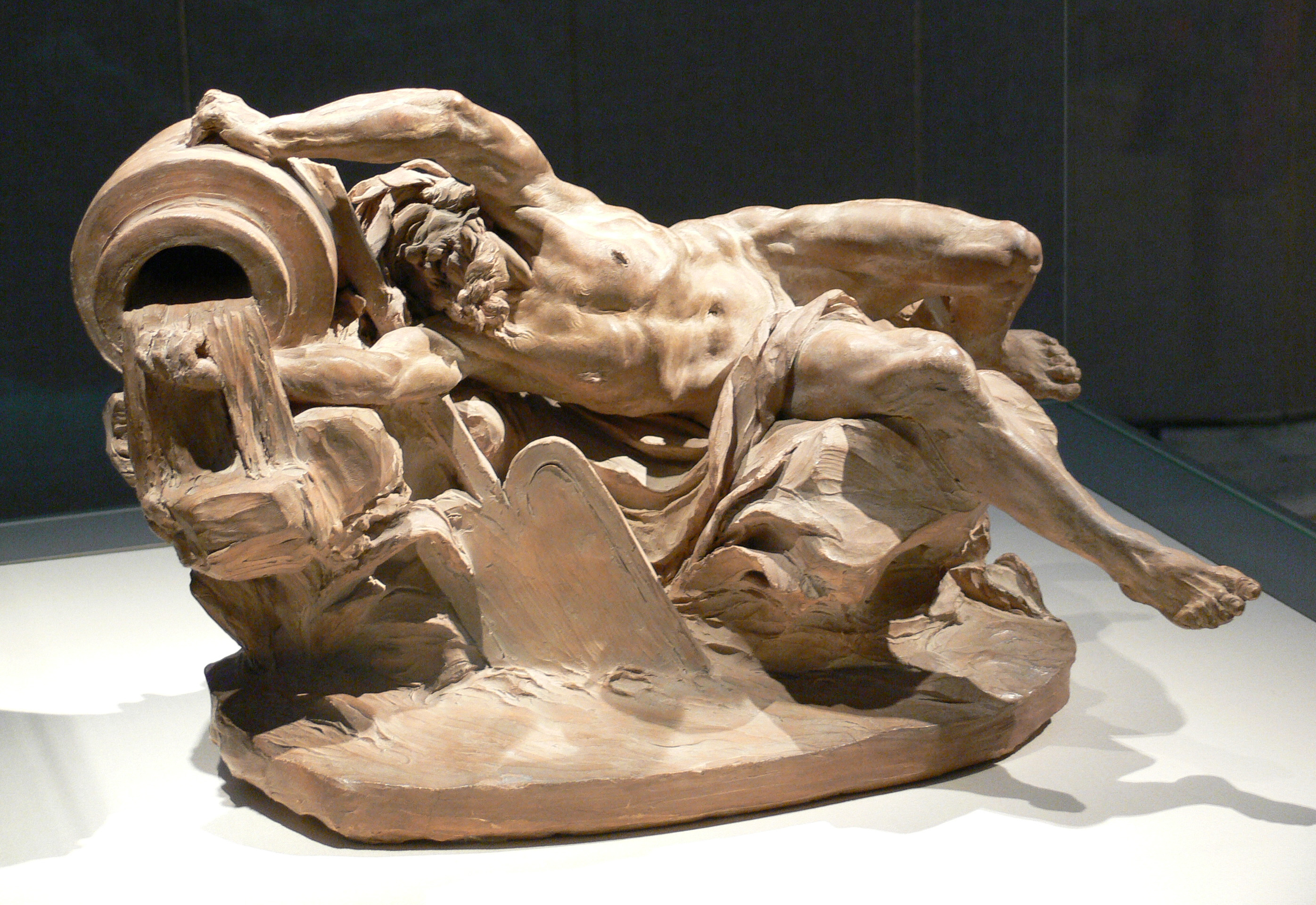
Клодіон , «Алегорія річки Рейн »,  1765 рік, Кімбел арт мьюзеум. Техас.
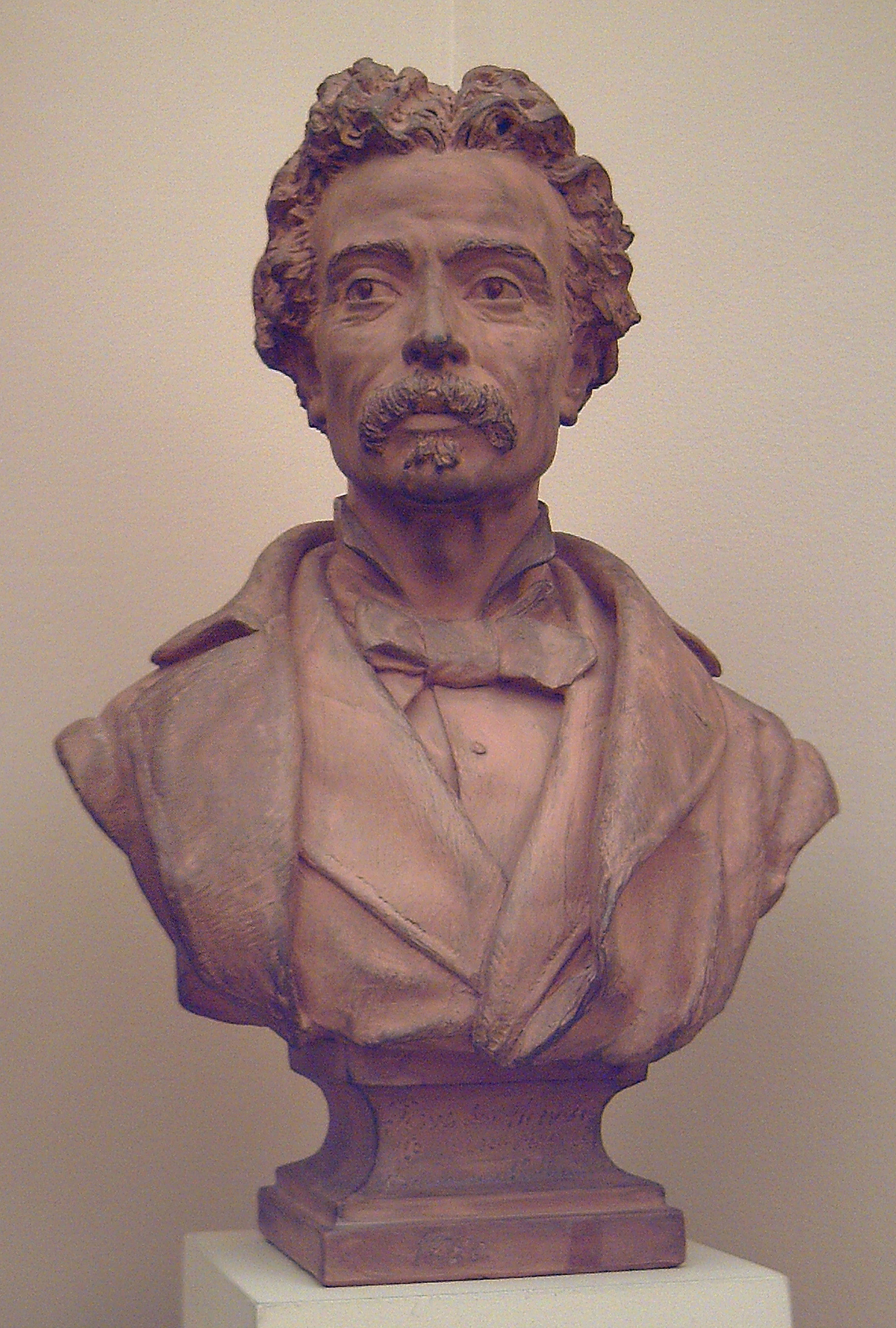
Скульптор Вальвітьяна, Іспанія, Хесус де Монастеріо, погруддя,Королівська Академія красних мистецтв Сан Фернандо